# 南漢江
南漢江（ナマンガン）は漢江の支流で平昌江の合流点から、京畿道楊平郡楊西面両水里までの川。

## 南漢江の支流
南漢江は漢江の分流。 北漢江との合流の支流は次のとおり。
- 骨只川（源流）
  - 臨渓川
  - 松川
- 五台川
- 魚川
- 地蔵川
- 平昌江
  - 束沙川
  - 興亭川
  - 大和川
  - 桂村川
  - 酒川江
  - 双龍川
  - 文谷川
- 玉洞川)
- 梅浦川
- 竹嶺川
- 丹陽川
- 堤川川
  - 長坪川
  - 院西川
- 広川
- 東達川
- 達川*
  - 陰城川
  - 尭渡川
- 漢浦川
- 蟾江*
  - 錦渓川
  - 前川
  - 原州川
  - 一里川
  - 瑞谷川
- 清渼川*
- 金堂川
- 楊花川
- 福河川
- 黒川
- 北漢江*

*国家河川に指定されている支流